# مواد نانوکریستالین
ماده نانوکریستالین (nanocrystalline) یک ماده پلی کریستالی با اندازه کریستالیت تنها چند نانومتر است. این مواد شکاف بین مواد آمورف بدون نظم دوربرد و مواد درشت دانه معمولی را پر می کنند. تعاریف مواد نانوکریستالین متفاوت است، اما مواد نانو کریستالین معمولاً به عنوان یک بلور (دانه)  کوچکتر از 100 نانومتر تعریف می شود. اندازه دانه از 100 تا 500 نانومتر به طور معمول دانه های "ultrafine" در نظر گرفته می شوند.

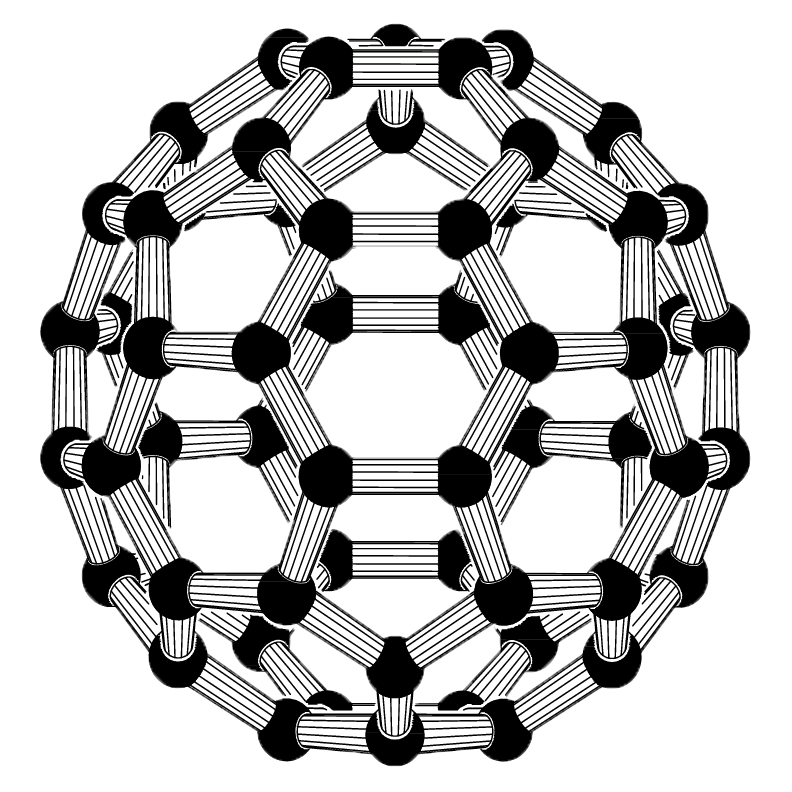
نانو تیوب کربنی

اندازه دانه یک نمونه نانوکریستالین را می توان با استفاده از پراش اشعه ایکس تخمین زد. در موادی با اندازه دانه های بسیار کوچک، قله های پراش گسترش می یابد. این گسترش می‌تواند به اندازه بلور با استفاده از معادله شرر (قابل اجرا تا 50 نانومتر)، نمودار ویلیامسون-هال،  یا روش‌های پیچیده‌تر مانند روش وارن-آورباخ یا مدل‌سازی کامپیوتری الگوی پراش مرتبط باشد. اندازه کریستالیت را می توان مستقیماً با استفاده از میکروسکوپ الکترونی عبوری اندازه گیری کرد.

## سنتز
مواد نانو کریستالین را می توان به روش های مختلفی تهیه کرد. روش ها معمولاً بر اساس فاز ماده ای که ماده قبل از تشکیل محصول نهایی نانوکریستالین از آن عبور می کند، طبقه بندی می شوند.

### پردازش حالت جامد
فرآیندهای حالت جامد شامل ذوب یا تبخیر مواد نیستند و معمولاً در دماهای نسبتاً پایین انجام می شوند. نمونه هایی از فرآیندهای حالت جامد شامل آلیاژسازی مکانیکی با استفاده از آسیاب گلوله ای با انرژی بالا و انواع خاصی از فرآیندهای تغییر شکل پلاستیک شدید است.

### پردازش مايع
فلزات نانوکریستالین را می توان با انجماد سریع از مایع با استفاده از فرآیندی مانند ریسندگی مذاب تولید کرد. این روش اغلب یک فلز آمورف تولید می کند که می تواند با بازپخت بالای دمای تبلور به یک فلز نانوكريستالين تبدیل شود.

### پردازش فاز بخار
لایه های نازکی از مواد نانوکریستالین را می توان با استفاده از فرآیندهای رسوب بخار مانند MOCVD تولید کرد

### پردازش محلول
برخی از فلزات، به ویژه نیکل و آلیاژهای نیکل را می توان با استفاده از رسوب الکتریکی به فویل های نانو کریستالین تبدیل کرد.

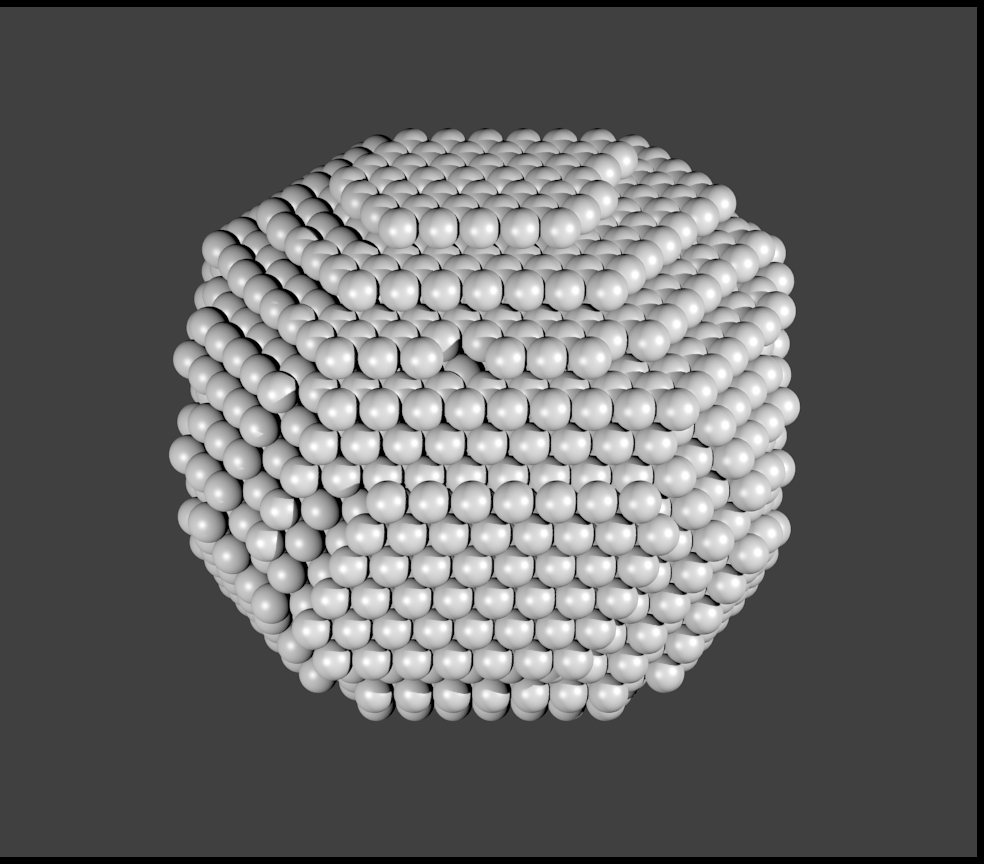
مدل ایده آل نانوذره کریستالین پلاتین با قطر حدود 2 نانومتر که اتم های جداگانه را نشان می دهد.

## خواص مكانيكی
مواد نانو کریستالی نسبت به انواع دانه درشت خود خواص مکانیکی استثنایی از خود نشان می دهند. از آنجایی که کسر حجمی مرزهای دانه در مواد نانوکریستالی می تواند تا 30 درصد باشد، خواص مکانیکی مواد نانوکریستالی به طور قابل توجهی تحت تأثیر این فاز مرز دانه آمورف قرار می گیرد.
به عنوان مثال، نشان داده شده است که مدول الاستیک 30 درصد برای فلزات نانوبلور و بیش از 50 درصد برای مواد یونی نانوکریستالین کاهش می‌یابد. این به این دلیل است که مناطق مرزی دانه‌های آمورف چگالی کمتری نسبت به دانه‌های کریستالی دارند و بنابراین حجم بیشتری در هر واحد اتم دارند. با فرض اینکه پتانسیل بین اتمی در داخل مرزهای دانه همانند دانه های توده است، مدول الاستیک در مناطق مرزی دانه کوچکتر از دانه های توده خواهد بود. بنابراین، از طریق قانون مخلوط‌ها، یک ماده نانوکریستالی مدول الاستیک کمتری نسبت به شکل کریستالی توده‌ای خواهد داشت.

### فلزات نانو کریستالین
استحکام تسلیم استثنایی فلزات نانوکریستالین به دلیل تقویت مرز دانه است، زیرا مرزهای دانه در مسدود کردن حرکت نابجایی ها بسیار موثر هستند. تسلیم زمانی اتفاق می افتد که تنش ناشی از انباشته شدن نابجایی در مرز دانه برای فعال کردن لغزش نابجایی در دانه مجاور کافی باشد. این تنش بحرانی با کاهش اندازه دانه افزایش می‌یابد، و این فیزیک به صورت تجربی توسط رابطه هال-پچ گرفته می‌شود. 
از آنجایی که دانه‌های نانوکریستالی برای داشتن تعداد قابل توجهی نابجایی بسیار کوچک هستند، فلزات نانوکریستالین تحت مقادیر ناچیزی سخت کرنش ( strain-hardening) قرار می‌گیرند و بنابراین می‌توان فرض کرد که مواد نانوکریستالین با انعطاف‌پذیری کامل رفتار می‌کنند.
با ادامه کاهش اندازه دانه، اندازه دانه بحرانی به دست می آید که در آن تغییر شکل بین دانه ای، یعنی لغزش مرز دانه، از نظر انرژی مطلوب تر از حرکت جابجایی درون دانه ای می شود. زیر این اندازه دانه بحرانی، که اغلب به عنوان رژیم هال پچ "معکوس" یا "وارونه" نامیده می شود، هر کاهش بیشتر در اندازه دانه باعث ضعیف شدن ماده می شود زیرا افزایش سطح مرز دانه منجر به افزایش لغزش مرز دانه می شود. Chandross & Argibay لغزش مرز دانه را به عنوان جریان ویسکوز مدلسازی کردند و قدرت تسلیم ماده در این رژیم را به خواص مواد مرتبط کردند.
به دلیل مقدار زیاد انرژی سطحی مرتبط با کسر حجمی زیادی از مرزهای دانه، فلزات نانوکریستالین از نظر حرارتی ناپایدار هستند. در نمونه‌های نانوکریستالین فلزات با نقطه ذوب پایین (مثلا آلومینیوم، قلع و سرب)، اندازه دانه‌های نمونه‌ها پس از 24 ساعت قرار گرفتن در دمای محیط از 10 تا 20 نانومتر دو برابر می‌شود. اگرچه مواد با نقطه ذوب بالاتر در دمای اتاق پایدارتر هستند، اما تجمیع مواد اولیه نانوکریستالین در یک جزء ماکروسکوپی اغلب مستلزم قرار دادن مواد در دمای بالا برای مدت زمان طولانی است که منجر به درشت شدن ریزساختار نانوکریستالین می شود. بنابراین، آلیاژهای نانوکریستالین پایدار حرارتی از علاقه مهندسی قابل توجهی هستند. آزمایش‌ها نشان داده‌اند که تکنیک‌های سنتی تثبیت ریزساختاری مانند سنجاق مرز دانه‌ها از طریق جداسازی املاح یا افزایش غلظت املاح در برخی از سیستم‌های آلیاژی مانند Pd-Zr و Ni-W موفق بوده است.

### سرامیک‌های نانوکریستالین
در حالی که رفتار مکانیکی سرامیک غالباً تحت تأثیر عیوب است، یعنی تخلخل، به جای اندازه دانه، تقویت اندازه دانه نیز در نمونه‌های سرامیکی با چگالی بالا مشاهده می‌شود. علاوه بر این، نشان داده شده است که سرامیک‌های نانوکریستالین سریع‌تر از سرامیک‌های حجیم زینت می‌کنند که منجر به چگالی بالاتر و بهبود خواص مکانیکی می‌شود، اگرچه قرار گرفتن طولانی‌مدت در معرض فشارهای بالا و دماهای بالا مورد نیاز برای تف جوشی قطعه تا چگالی کامل می‌تواند منجر به درشت شدن قطعه شود. نانوساختار کسر حجمی زیاد مرزهای دانه در ارتباط با مواد نانو کریستالی باعث رفتار جالب در سیستم‌های سرامیکی می‌شود، مانند فوق‌العاده‌پذیری در سرامیک‌های شکننده. کسر حجمی زیاد مرزهای دانه اجازه می دهد تا جریان انتشار قابل توجهی از اتم ها از طریق خزش Coble، مشابه مکانیسم تغییر شکل لغزشی مرز دانه در فلزات نانوبلور باشد. از آنجایی که نرخ خزش انتشار به صورت d^-3 و به صورت خطی با انتشار مرز دانه مقیاس می شود، پالایش اندازه دانه از 10 میکرومتر به 10 نانومتر می تواند سرعت خزش انتشار را تقریباً 11 مرتبه بزرگی افزایش دهد. این فوق‌العاده‌پذیری می‌تواند برای پردازش اجزای سرامیکی بسیار ارزشمند باشد، زیرا این ماده ممکن است پس از شکل‌گیری از طریق عملیات حرارتی اضافی به یک ماده معمولی و درشت دانه تبدیل شود.

## فرآیند
در حالی که سنتز مواد اولیه نانوکریستالی به شکل فویل، پودر و سیم نسبتاً ساده است، تمایل مواد اولیه نانوکریستالین به درشت شدن پس از قرار گرفتن طولانی مدت در معرض دماهای بالا به این معنی است که تکنیک‌های چگالش در دمای پایین و سریع برای تجمیع این مواد اولیه ضروری است. اجزاء. انواع تکنیک‌ها در این رابطه پتانسیل را نشان می‌دهند، مانند تف جوشی پلاسمای جرقه‌ای یا تولید افزودنی اولتراسونیک، اگرچه سنتز اجزای نانوکریستالین حجیم در مقیاس تجاری غیرقابل دفاع باقی می‌ماند.

## جستار‌های وابسته
- نانوکریستال
- نانوذره

- نقطه کوانتومی